# Алегорія Танцю
Алегорія Танцю або Геній Танцю   (фр. La danse) - декоративна скульптурна група, котру створив французький скульптор Жан-Батист Карпо (1827-1875). Декоративна скульптурна група призначалась для фасаду театру, відомого як Опера Гарньє в Парижі. 

## Опис твору
На неширокому постаменті скупчено шість фігур. П'ять жінок утворили веселе коло, в центрі якого завзято виплясує юнак, підстрибуючи і граючи в бубен. Юнак і перші дві дівчини віддалися танцю з усією пристрастю і натхненням, на які здатні лише талановита молодь попри всі негаразди. Створена Жаном-Батистом Карпо група відбивала в косному матеріалі скульптури жвавий танок, вихопивши з дії лише один, але яскравий момент. Скульптор, наче покликаний Аполлоном, побачив у власній уяві веселий танок, здатний нагородити щастям або нагадати природні веселощі доби античності. Адже друга назва групи — «Геній Танцю» або «Дух Танцю». Не всі встигають роздивитися за плечіма юнака — крила бога танцю, але вони є і відсилають твір майстра до античних міфів.
Жан-Батист Карпо і раніше виявляв зацікавленість в відтворенні рухів та в настрої, особливо у відтворенні людських настроїв у власних скульптурах. Ще в роки перебування  і удосконалення майстерності в Римі він уважно вивчав твори Мікеланджело Буонарроті, узявши від них ідею руху, а не настрої внутрішньої напруги, драматичних конфліктів і трагізму, притаманних геніальному італійцю 16 століття.

## Історія
Історія виникнення декоративної групи починалась буденно. Для декору головного фасаду театру Опери в Парижі були потрібні чотири скульптури. Замови на них отримали чотири французькі скульптори. 
- Франсуа Жофрей (Jouffroy 1806-1882) мав створити скульптуру «Гармонія».
- Ежен Гійом (Eugène Guillaume 1822-1905) отримав замову на алегорію «Інструментальна музика».
- Жан-Жозеф Перро (Jean-Joseph Perraud 1819-1876) взявся за створення скульптурної групи «Лірична драма».
- Жан-Батист Карпо отримав замову на створення декоративної групи «Геній танцю».

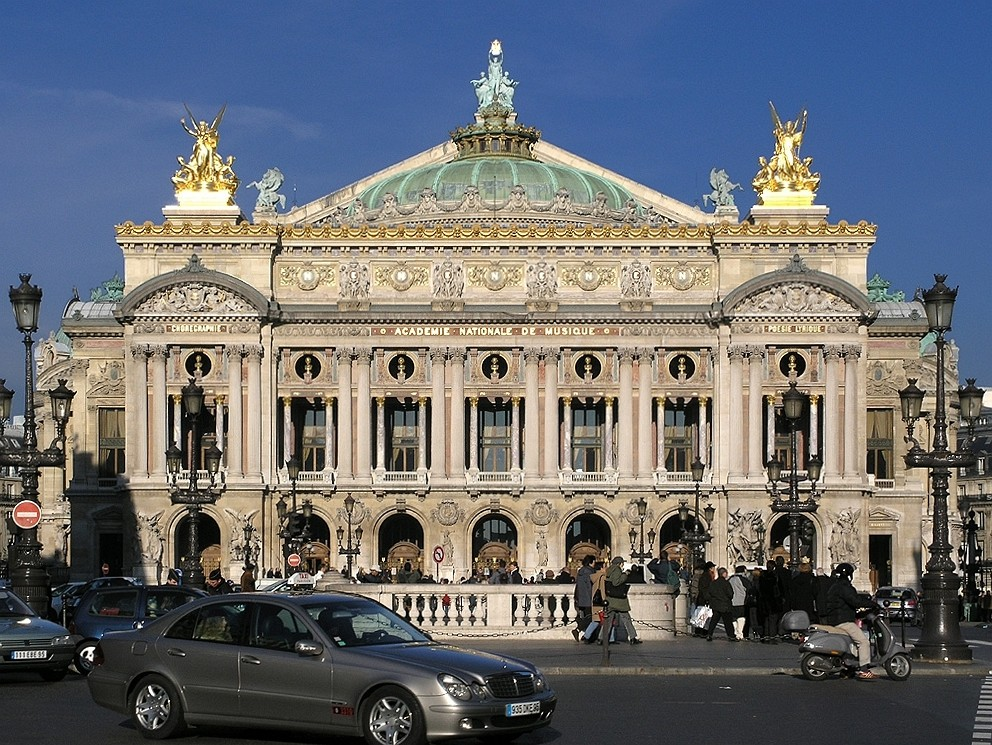
Головний фасад Опери Гарньє.
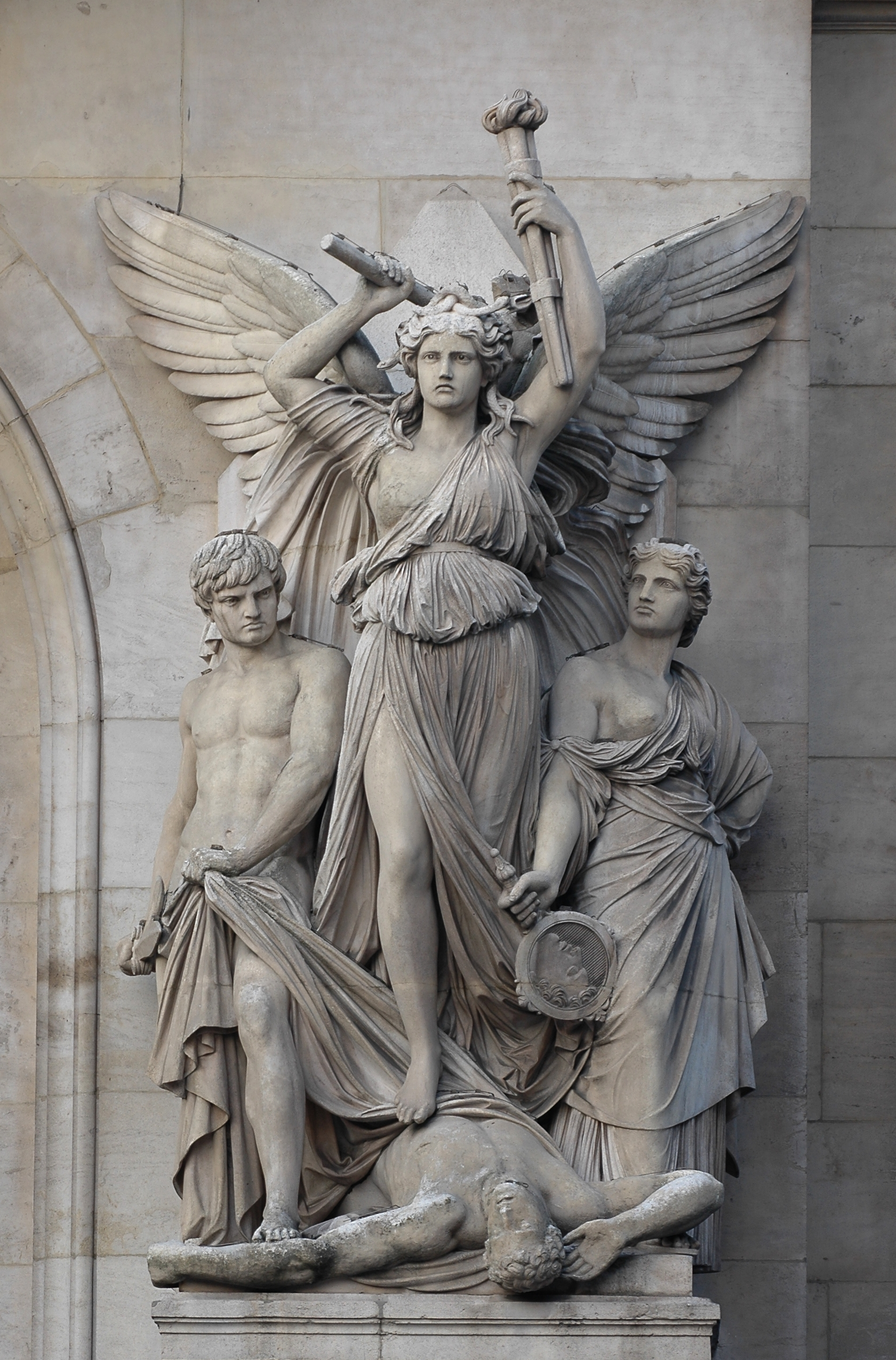
ск. Жан-Жозеф Перро, скульптурна група «Лірична драма».
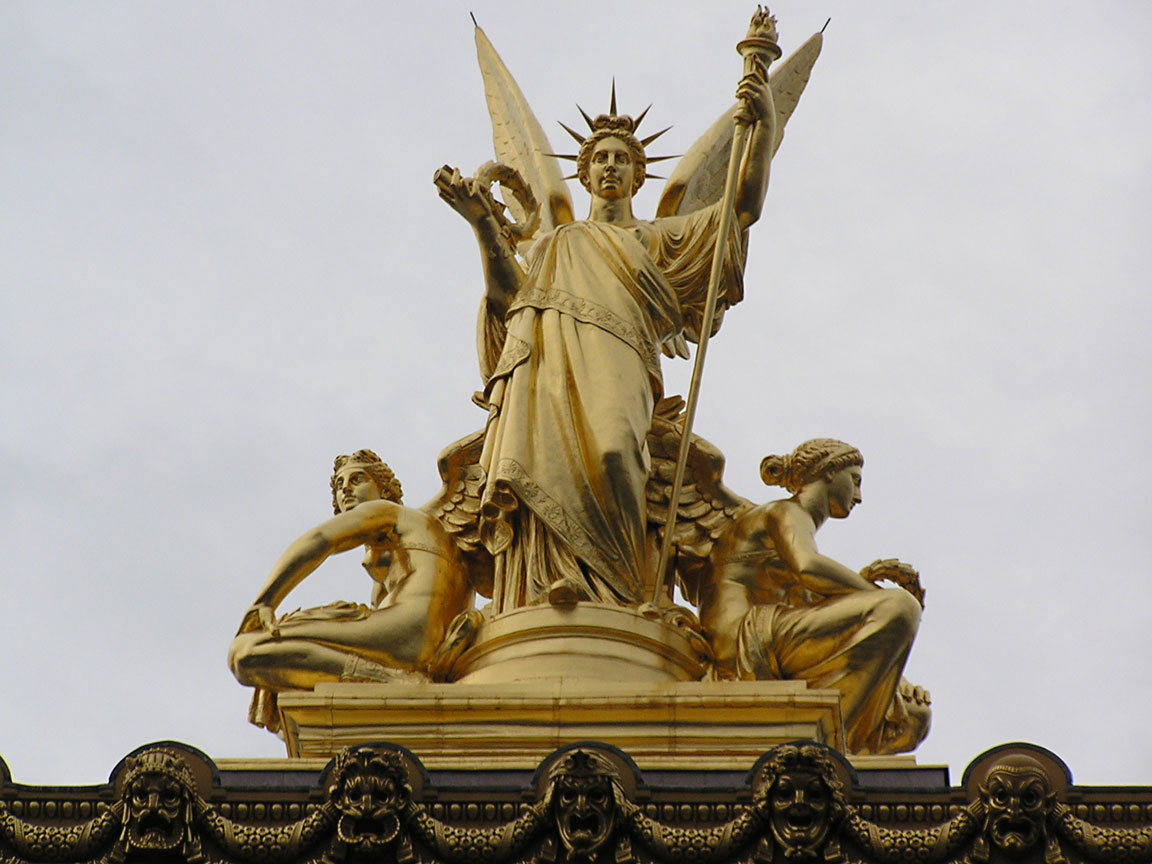
Золочена алегорія на даху ротонди театру.
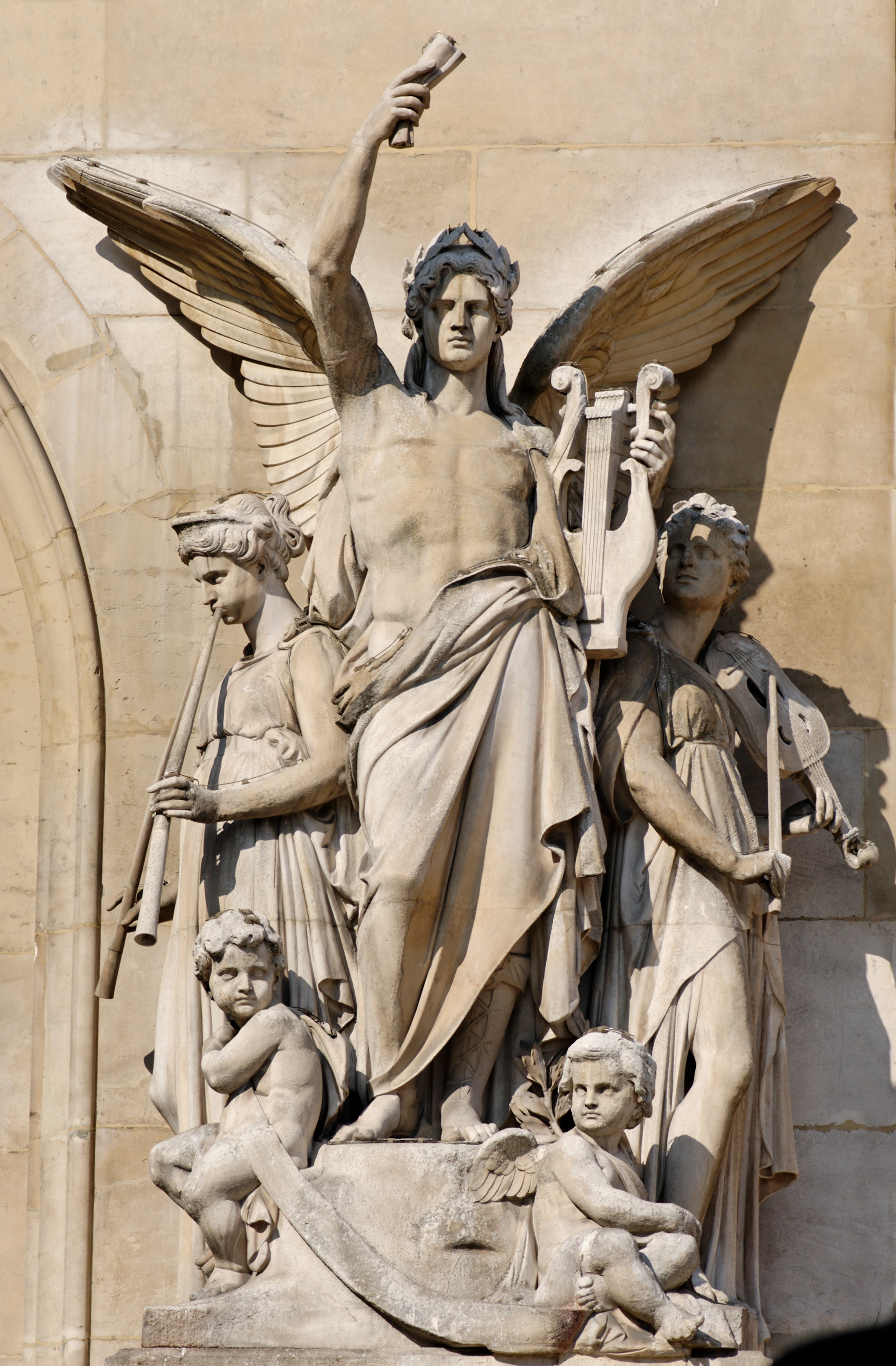
Ежен Гійом, Алегорична група «Інструментальна музика»

Замова відбулася 1863 року . Карпо довго шукав композицію, проробляючи її в малюнках. Лише в 1867 році він зупинився на зокругленій композиції з декількома фігурами. Наближеність теми до античності і алегорії обумовила прагнення скульптора подати фігури оголеними. Тим паче, що оголеність була ніби дозволена в алегоричному живопису.
Розтягнутий фасад театру стримували два бічні портали першого поверху, де і мали розмістити декоративні та алегоричні зображення. Але розташування на першому поверху надзвичайно наближало скульптури до глядачів - і суттєво впливало на їх свідомість і смаки. 
Обмеженість буржуа, настояна на релігійних заборонах і хибній уяві про дозволене і недозволене відбилась в недозволеності оголеного людського тіла. 1869 року алегорична група Карпо була оприлюднена. Оголені персонажі Карпо негайно викликали скандал. Один із роздратованих мсьє  писав : 
| У мене дружина і доньки — прихильники музики, вони часто відвідують оперу. Відтепер це стане неожливо, бо я ніколи не дам на це дозвіл, бо театр прикрасила ганебна скульптура як для борделя[2]. |
27 серпня 1869 року черговий обурений мораліст кинув в скульптуру чорнильницю і заплямував твір Карпо. Скульптуру були вимушені прибрати. Замову на новий варіант скульптури передали іншому скульпторові, але війна з пруссаками 1870 року перервала роботи. Через п'ять років маячня зі скульптурою «Геній танцю » перестала хвилювти автора. Він помер 1875 року.
Лише в 1960-і роки про первісний варіант скульптури пригадали. Збережену модель Карпо 1964 року придбали до державних збірок і передали на утримання в Музей д'Орсе. На фасаді Опери Гарньє нарешті відновили декоративну групу Карпо, копію якої в камені створив скульптор Поль Бельмондо.